# 埃佩昆
埃佩昆  是阿根廷一座被废弃的旅游小镇，位于布宜诺斯艾利斯省 Adolfo Alsina 辖区内，距离卡尔韦（Carhué）镇以北7.3公里。1921年，小镇依同名湖泊的岸线而设，人口随后增长至接近1,500人，每年夏季会迎接平均25,000名游客。
1985年，由于湖水水位上涨，整个镇被淹没，全体居民不得不撤离。近年来，湖水水位逐渐下降，露出已成为废墟的城镇，并再次成为旅游景点。
埃佩昆的突然毁灭以及其废墟吸引了众多记者、人类学家、摄影师和运动员来访。尽管如此，埃佩昆现在并非完全无人居住。Pablo Novak 是埃佩昆目前唯一的居民，他的家庭同小镇有密不可分的联系。

## 地名
埃佩昆（Epecuén）的名字来源于馬普切語，但其确切含义至今仍然存疑。一个被广泛接受的解释是，“埃佩昆”是来源于“epe”（意为“几乎”）和“cuen”（烤），指的是湖水因高盐度而泛白。也有人认为“cuen”其实应该是“cuel”（意为“边界”），并称这是因为这种白色是好土地和坏土地的分界线。 除以上两种之外，其他的解释则多种多样，有人认为埃佩昆意为“永远的春天”（eterna primavera）或者“灰烬的花朵”（flor de ceniza）。

## 起源

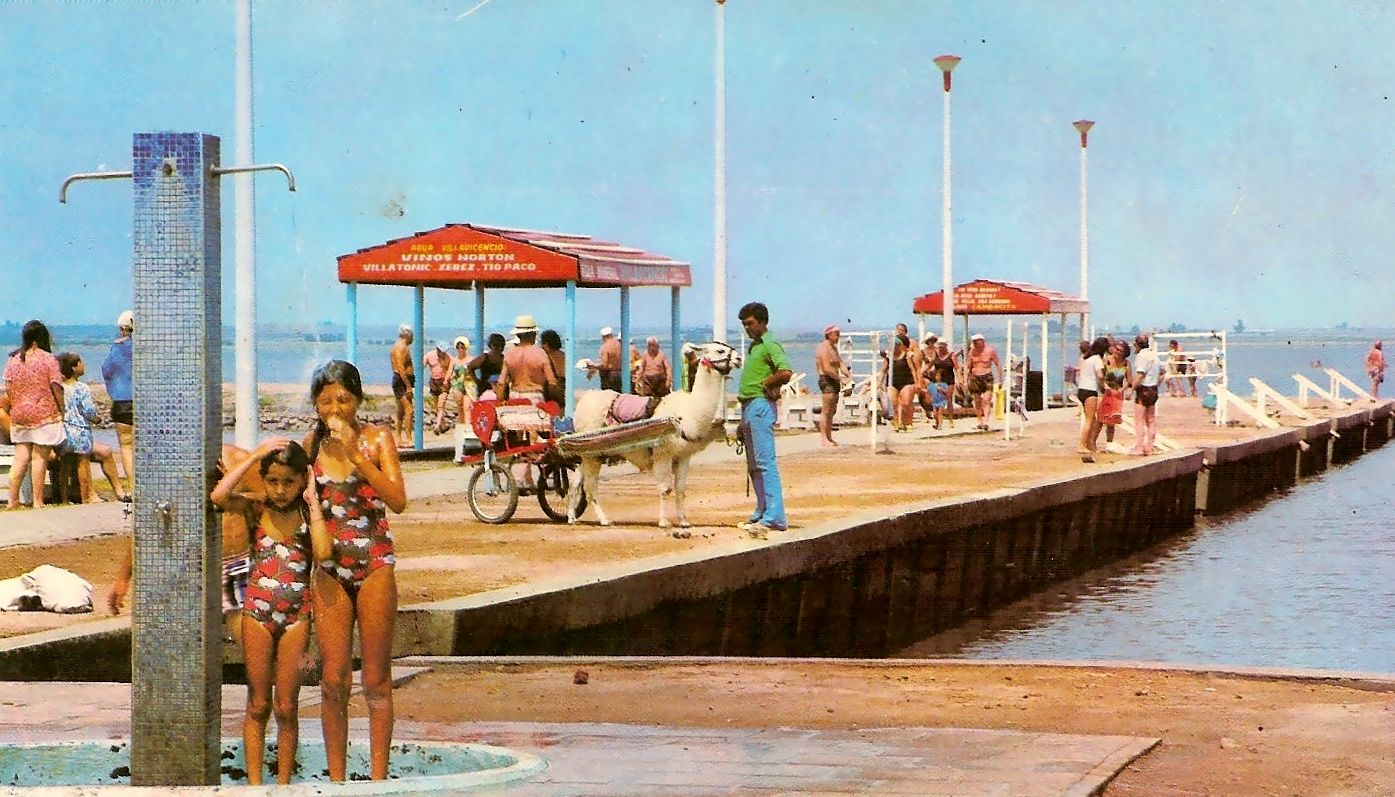
埃佩昆镇

埃佩昆湖的温泉鹽度非常高，接近于死海，这引起了在此地发展旅游或医疗事业的兴趣。
埃佩昆镇由 Arturo Vatteone 成立于1921年1月23日，同日揭幕了埃佩昆湖畔第一座浴场，距临近小镇 Carhué 7 公里。
埃佩昆发展的一个重要因素是多条铁路线在此交汇，布宜诺斯艾利斯西部铁路（Ferrocarril Oeste de Buenos Aires，今天的 Sarmiento 线）设有埃佩昆（Estación Lago Epecuén|Villa Epecuén）站，布宜诺斯艾利斯  Midland  铁路（Ferrocarril Midland de Buenos Aires）和布宜诺斯艾利斯南方铁路（Ferrocarril del Sud）则载客到临近的 Carhué 站。
自此起，埃佩昆镇不断发展。埃佩昆镇兴建了城市基础设施和众多酒店，豪华住宅和采盐工业。埃佩昆镇开始有了常驻居民，包括了工人和产业主。到了1930年，埃佩昆镇已经拥有了一个永久定居点的所有设施。
到了70年代，埃佩昆每年吸引25000名游客。埃佩昆有6000张记录在案的酒店床位，以及250家商户，固定人口大约1200人。

## 淹没

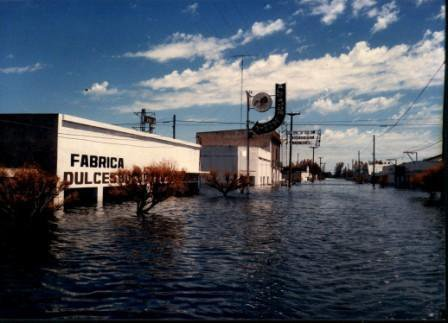
被淹没的埃佩昆镇

1975年，布宜诺斯艾利斯省政府兴建 Ameghino 运河。运河连结多个河谷，并控制该地区所有湖泊的水量。有了这个系统之后，没有湖泊会干涸，也不会有发洪水的风险。建设运河的初衷是控制湖水原本不稳定的流量。湖水流量的变化其实是自然特性，但对于旅游活动有严重影响。运河的兴建从建设一条蓄水渠开始，但由于1976年阿根廷军政府夺权，运河工程被迫停工。
自1980年起，由于大量降雨，埃佩昆湖水位上涨，有淹没埃佩昆镇的风险。湖水每年以50-60厘米的幅度上涨，危及河岸上4米高的防御工事。1985年，布宜诺斯艾利斯省遭受了史上最严重的洪灾。由于 Salado 河流量过大，450万公顷的土地遭受洪涝灾害。整个撤离行动，无法联系的人员，和遭受洪涝地区的经济破坏，总共造成超过15亿美元的损失。在1985年11月上旬，埃佩昆湖的水位经历了一次快速上涨，包括当地消防员在内的许多居民都声称此次上涨可能导致堤岸溃败，但当地官员和布宜诺斯艾利斯省的官员都坚称任何水位上涨都不会超过10厘米，埃佩昆则仍然会是全国的医疗保健中心之一。但是在1985年11月10日，水位终于超过堤岸，大量水流开始淹没埃佩昆镇，居民则不得不撤离。撤离工作花费了15天，无人死亡。埃佩昆镇则逐渐为湖水覆盖，原来的1500名常驻居民变得一无所有。两年后，水位上涨至历史最高点，埃佩昆的废墟自此淹没于水下长达20年。
到了1993年中，埃佩昆仍然被淹没于7米深水下。在这数年间，有工程建设阻止外部水流汇入埃佩昆湖，水位因此开始逐渐下降。

## 现况
时至今日，湖水基本上已经全部退却。目前仍然可见的有原有城市街道的格局，防洪堤，以及房屋、酒店和地标建筑的废墟。有很多死树，废弃的楼宇以及生锈的汽车。到2010年，只有为数不多的几个街区仍然淹没在水下，但整个小镇仍然处于废墟状态，无人居住。
废墟吸引了很多摄影师、来自世界各地的游客、记者和极限运动爱好者。如前所述，目前小镇唯一的居民是生于1930年的 Pablo Novak。他拒绝抛弃自己的家园，并经常在废墟遛他的狗“Chozno”。

## 图库

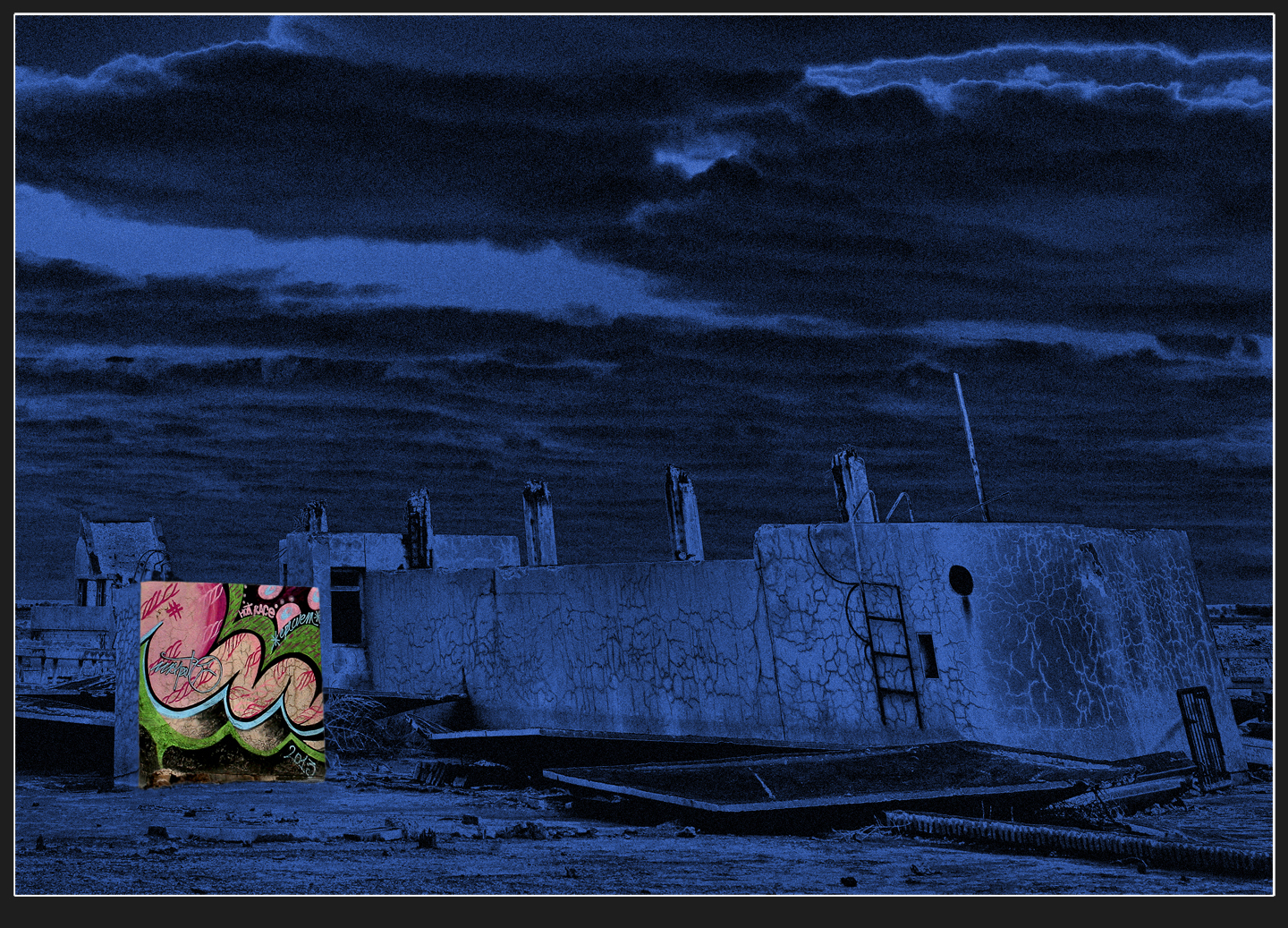
夜景
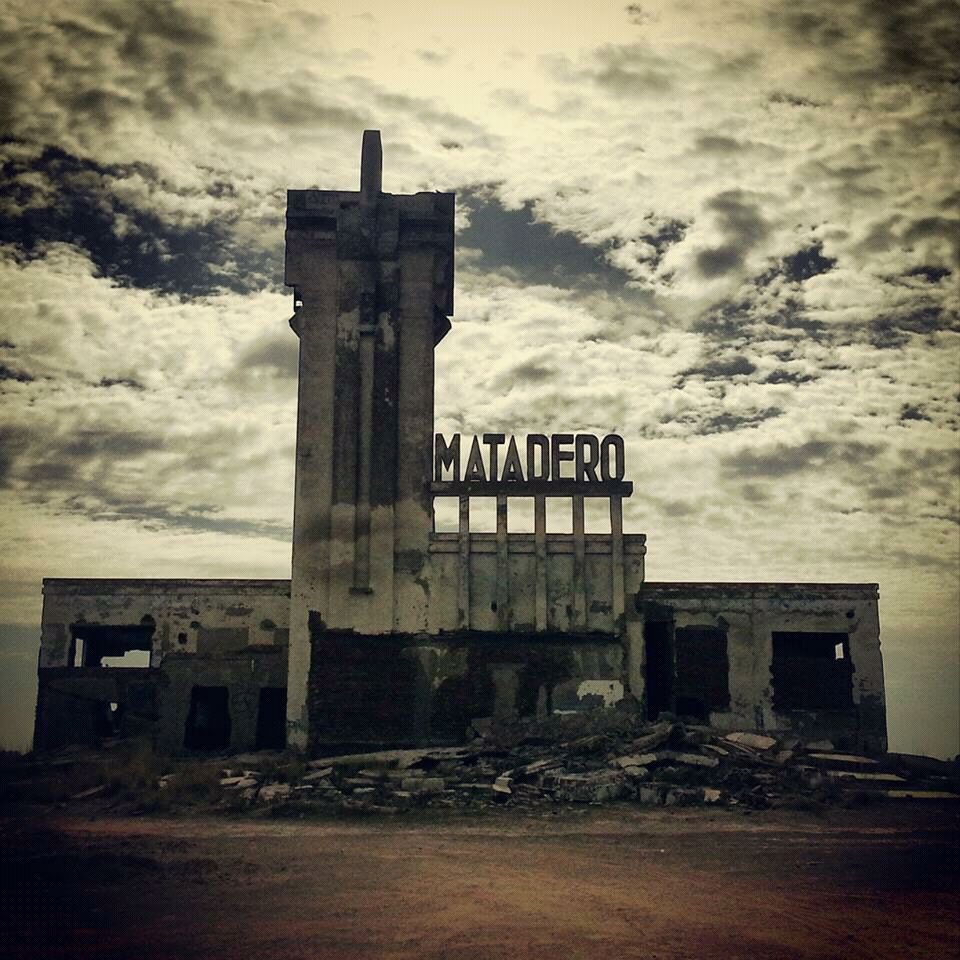
旧屠宰场
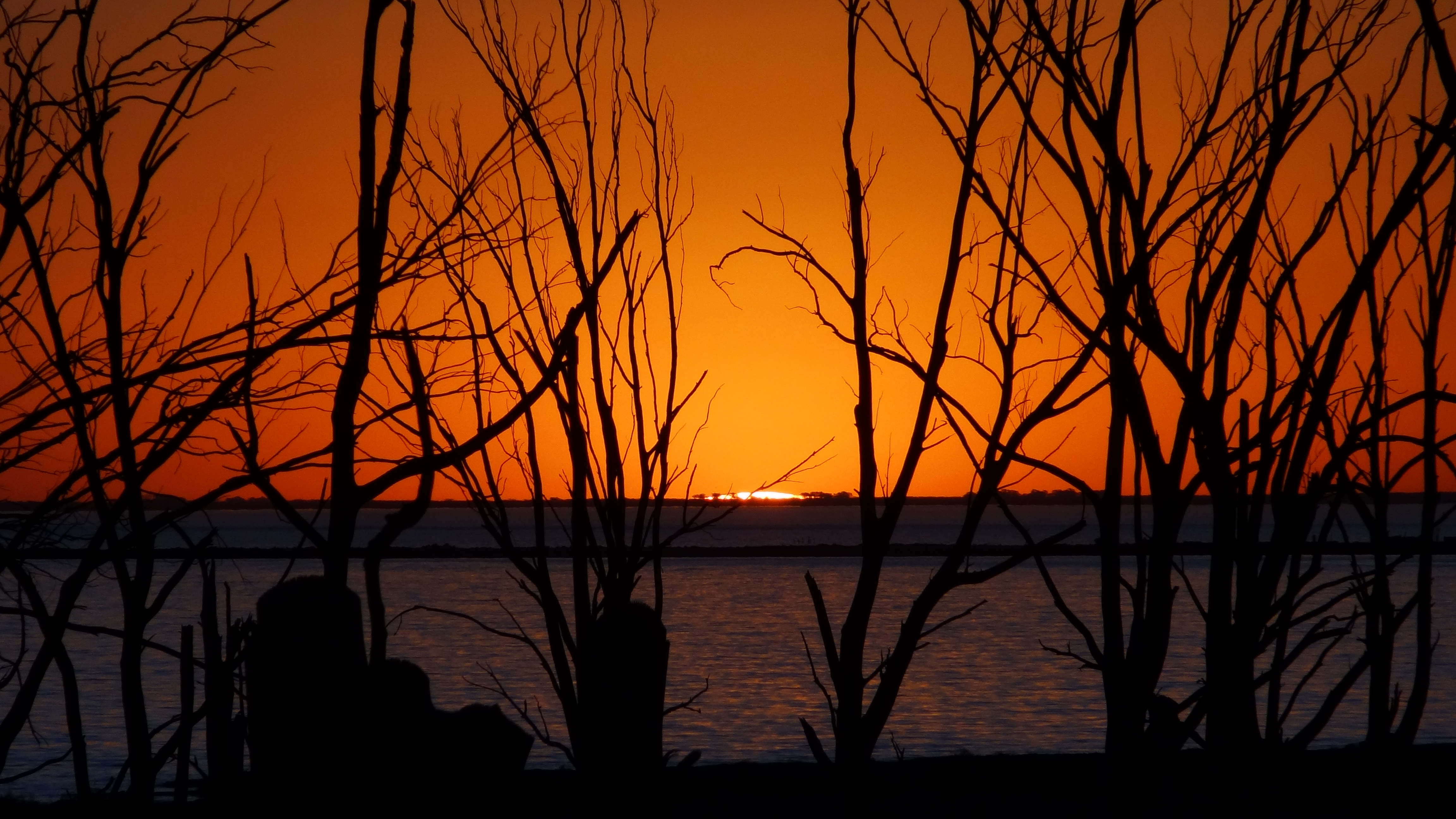
湖
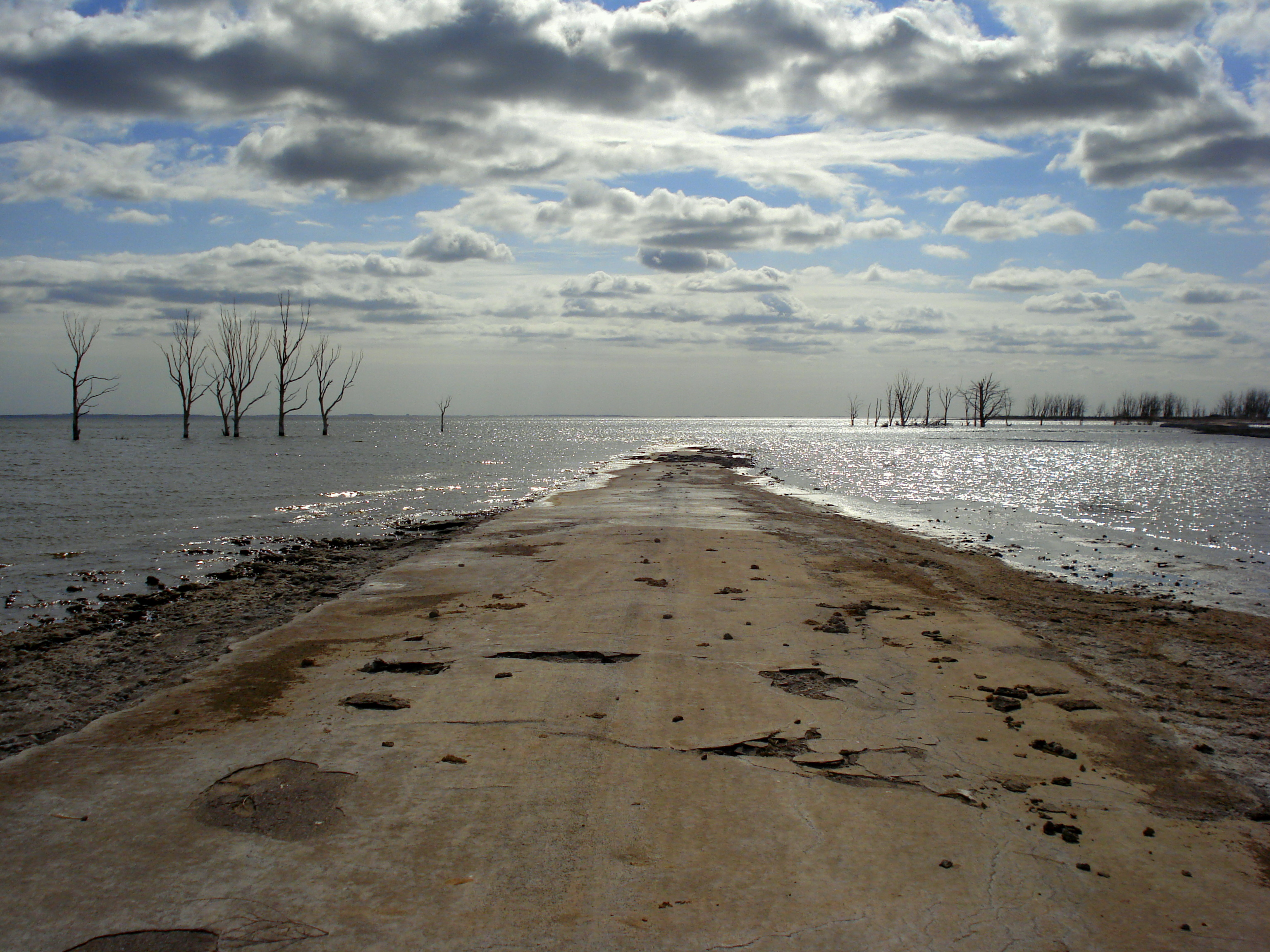
湖景
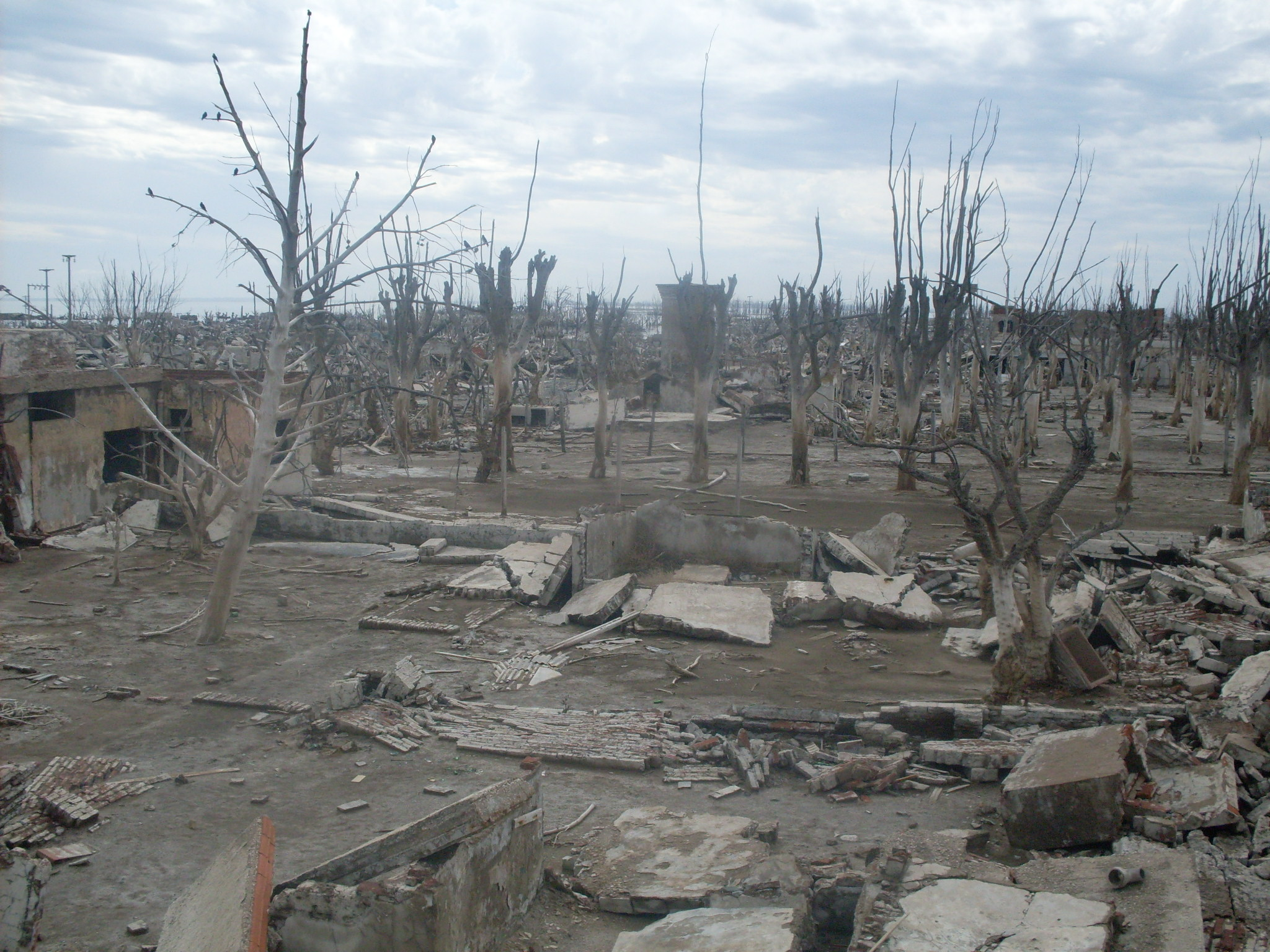
废墟
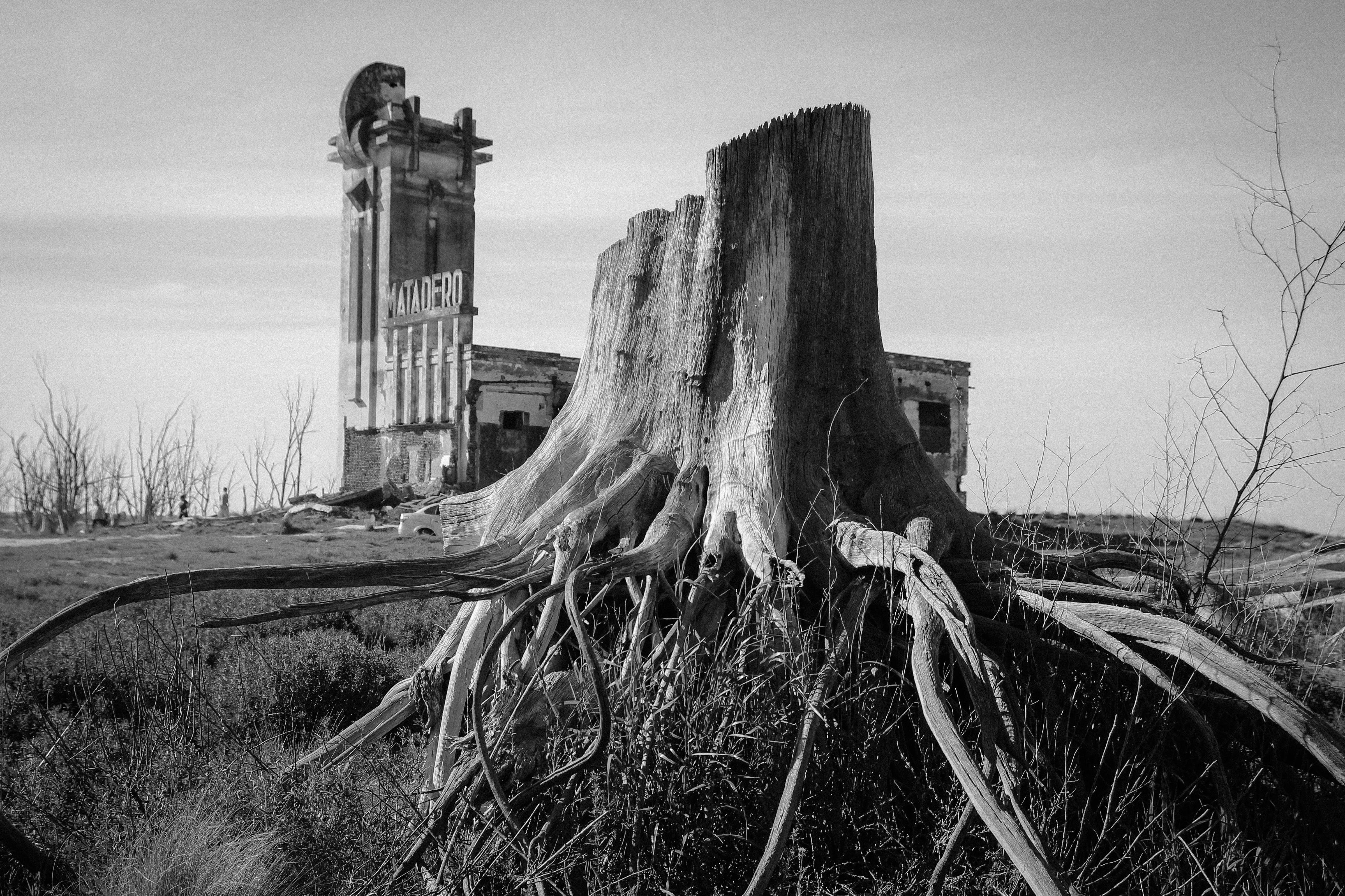
旧屠宰场